# 勞根峰

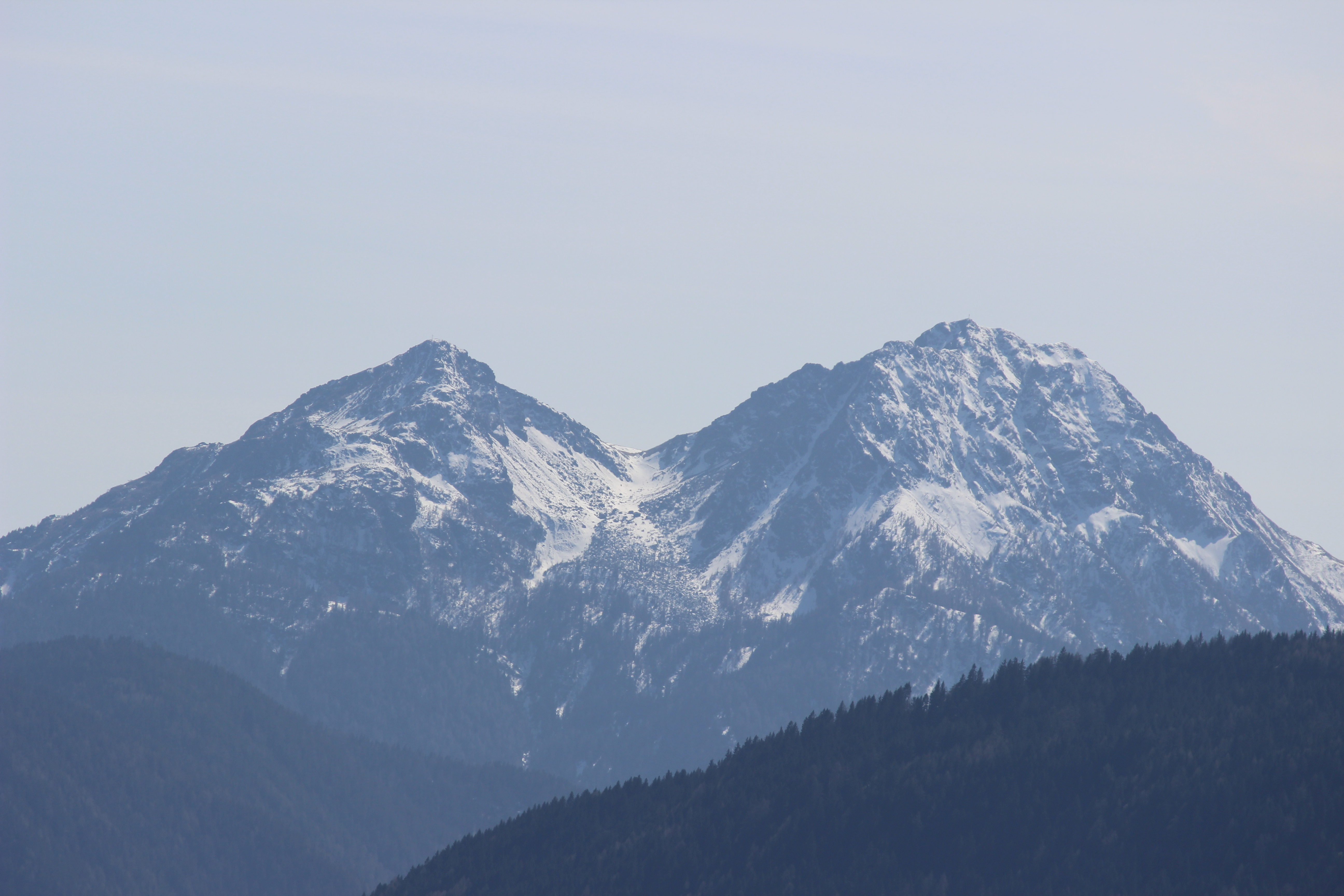

46°32′05″N 11°05′09″E / 46.53472°N 11.08583°E
勞根峰（德語：Laugenspitze），是意大利的山峰，位於該國東北部，由博爾扎諾-南蒂羅爾自治省負責管轄，屬於奥特莱斯山的一部分，距離申格魯布峰5.5公里，海拔高度2,434米。